# Banksov otok
Banks je kanadski arktički otok smješten u regiji Inuvik u saveznom teritoriju Sjeverozapadni teritoriji, a površinom od 70.028 km² on je peti najveći otok u Kanadi i 24. najveći otok na svijetu. Banks je smješten zapadno od otoka Victoria od kojeg ga odvaja Prolaz princa od Walesa, na jugu ga od kopna odvaja Amundsenov zaljev, na zapadu je Beaufortovo more, a sjeverno se nalazi prolaz McClure te otoci Melville i Otok princa Patricka koji čine dio otočja Parry. Jedino naselje na otoku zove se Sachs Harbour, a leži na jugozapadnoj obali i prema popisu stanovništva iz 2001. imalo je populaciju od 114 ljudi.
Otok ima vrlo hladnu arktičku klimu s naročito oštrim zimama zbog koje je područje tundre te na njemu uopće nema drveća, a najviša biljka je arktička vrba koja naraste do visine ljudske goljenice. Na otoku se susreću životinje kao što su sjevernoamerički sobovi, polarni medvjedi, mošusna goveda i ptice poput crvendaća i lastavica, a 1961. na otoku su osnovana i dva utočišta za ptice selice. S kopna preko Amundsenovog zaljeva na Banks dolaze i snježne guske, a sezona lova na guske traje u proljeće u okolici Sachs Harboura.
Najviša točka otoka smještena je na njegovom južnom dijelu i nalazi se na visini od 762 metra, a na sjevernom dijelu nalaze se nizine u kojima je na površini od otprilike 12.274 km² smješten nacionalni park Aulavik. Jarebice i gavrani se smatraju jedinim pticama koje su cijele godine prisutne u parku, iako se kroz godinu na njegovom području smjeste 43 različite vrste drugih ptica. Kroz park teče i rijeka Thomsen, jedna od najsjevernijih plovnih rijeka u Sjevernoj Americi.